# هرمون الجهاز الهضمي

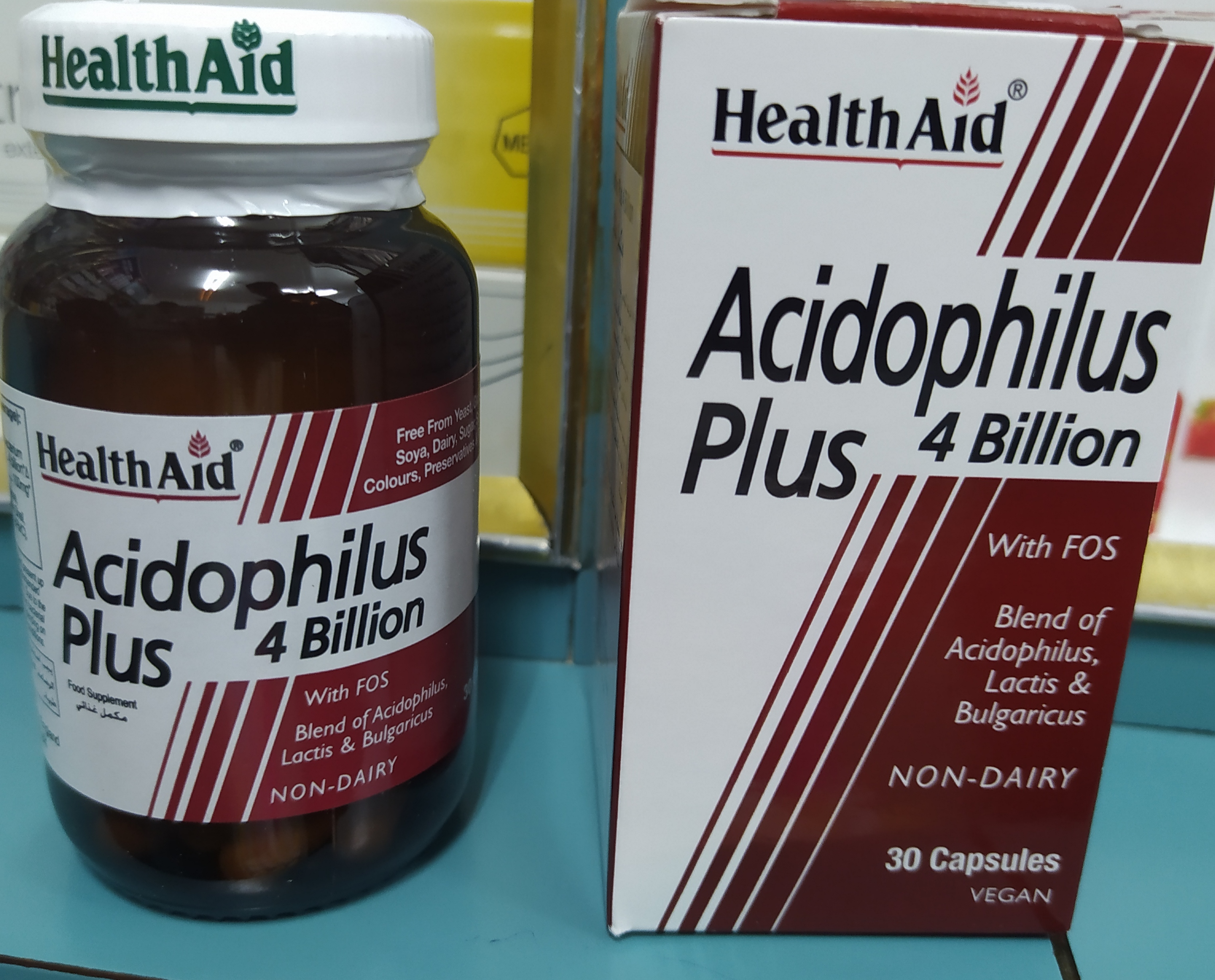
بكتيريا

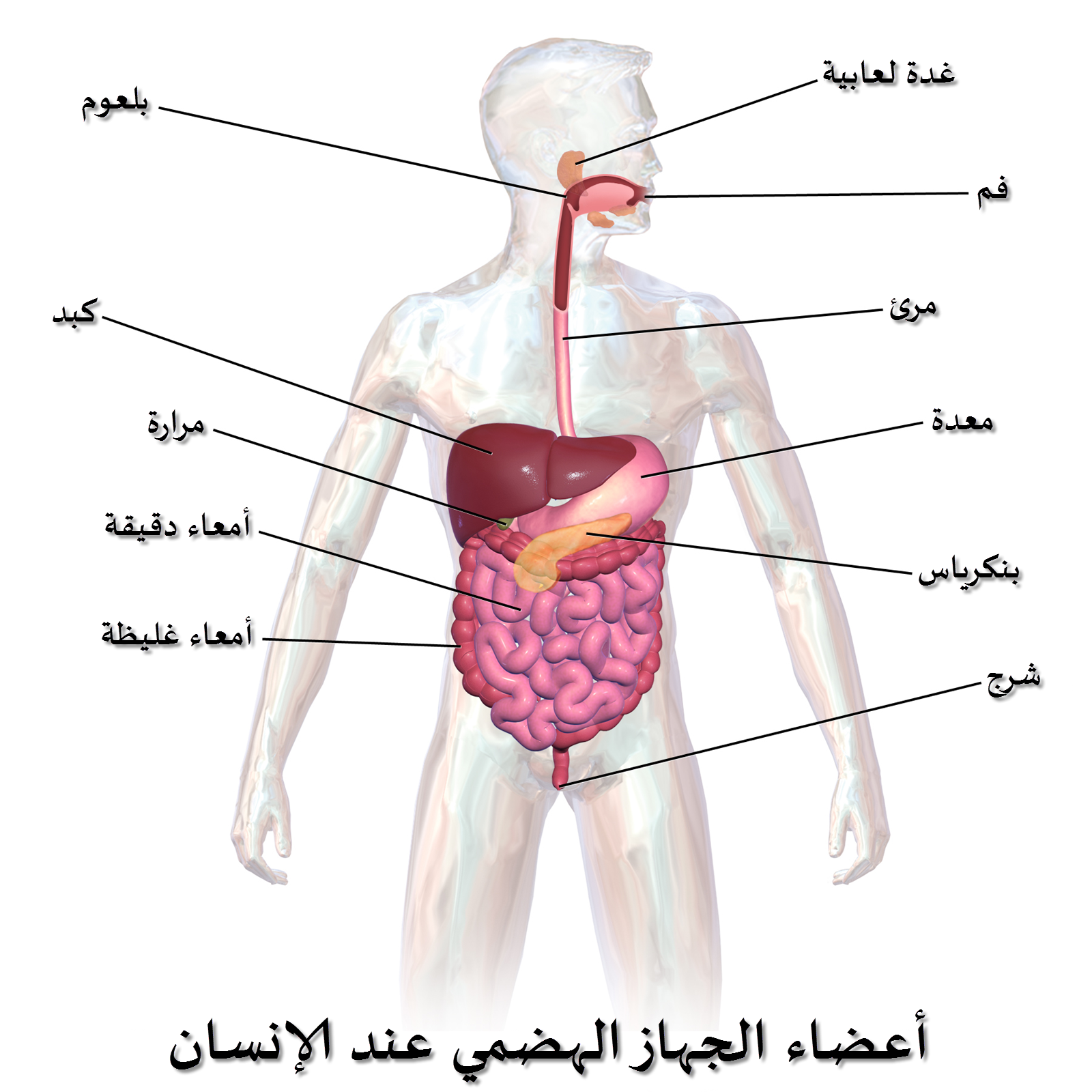

تشَكل هرمونات الجهاز الهضمي (أو هرمونات الأمعاء) مجموعة من الهرمونات تُفرزها خلايا الغدد الصمّاء المعوية في المعدة، والبنكرياس، والأمعاء الدّقيقة، التي تتحكم في الوظائف المختلفة لأعضاء الجهاز الهضمي. أَظْهرت الدّراسات اللّاحقة أن معظم الببتيدات المعوية، مثل سيكريتن، أو كوليسيستوكينين، أو مادة P (ببتيد عصبي يتكون من سلسلة من بقايا 11 حمض أَميني)، وُجد أنها تلعب دور الناقلات العصبية والمعدلات العصبية في الجهاز العصبي المركزي والمحيطي.
لا تُشكّل خلايا الغدد الصماء المعوية غددًا ولكنها تنتشر في جميع أنحاء الجهاز الهضمي، فهي تمارس نشاطها الأوتوكريني والباراكريني التي تدمج وظيفة الجهاز الهضمي.

## أَنواعْ
يمكن تقسيم هرمونات الجهاز الهَضْمي إلى ثلاث مجموعات رئيسيّة بناءً على تركيبها الكيميائي.
- عائلة جاسترين كوليسيستوكينين: الجاسترين وكوليسيستوكينين
- عائلة سيكريتن، كلوكاجون (ينتج بواسطة خلابا ألفا في البنكرياس يعمل على زيادة تركيز الجلوكوز والأحماض الدّهنيّة في مجرى الدّم)، ببتيد معوي فعّال في الاَوْعية وببتيد مثبّط للمعدة
- عائلة السّوماتوستاتين
- عائلة موتيلين (هرمون متعدد الببتيد يحتوي على 22 حمض أميني في عائلة موتيلين، والذي يُرَمَّزْ في البشر بواسطة جين MLN)
- مادّة P (ببتيد عصبي يتكون من سلسلة من بقايا 11 حمض أَميني)

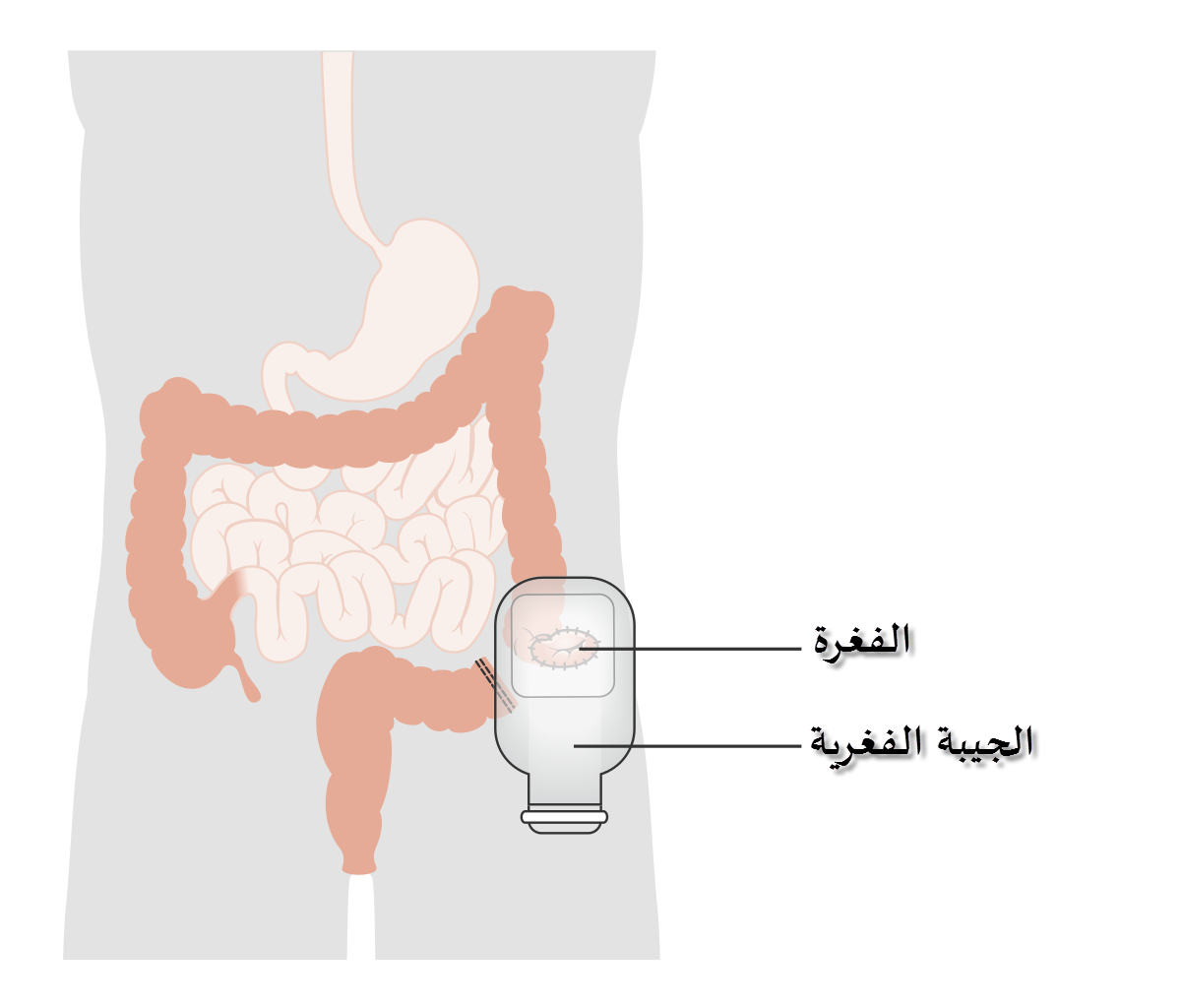
القولون

جريلين هو هرمون ببتيد يفرز من المعدة والكبد وغالبًا ما يشار إليه باسم «هرمون الجوع» حيث توجد مستويات عالية منه في الأفراد الصائمين. يمكن استخدام علاجات جريلين الناهضة لعلاج أمراض مثل فقدان الشهية لدى مرضى السرطان. لا تزال علاجات جريلين للسمنة تخضع لفحص شديد ولم يتم التوصل إلى دليل قاطع. هذا الهرمون يحفز إفراز هرمون النمو. - يتحكم الأميلين في توازن الجلوكوز وحركة المعدة.
يمْتَلك «عديد ببتيد الأنسولين المعتمد على الجلوكوز» (هو هرمون مثيّط للمعدة من عائلة سيكريتن من الهرمونات) تأثيراً حادّاً على تناول الطّعام من خلال تأثيره على الخلايا الشّحمية.
يَلعب أوكسينتومودولين (حِمض أَميني موجود بشكل طبيعي في القولون) دوراً في التّحكّم في إفراز الحمض والشّبَعْ.
| هُرمون أو ببتيد                        | الوزن الجزيئي (Da) | عدَد الأحماض الأمينيّة | التّمركز الرّئيسي في القناة الهضميّة   | الإجراءات الفسيولوجيّة الرّئيسة |
| ------------------------------------- | ------------------ | -------------------- | ----------------------------------- | --- |
| عائلة جاسترين                         |                    |                      |                                     | |
| كوليسيستوكينين                        | 3918               | 33                   | الاثنا عشر والصّائم، الأَعْصاب المعَويّة | يحفز تقلص المرارة وحركة الأمعاء; يحفز إفراز إنزيمات البنكرياس والأنسولين والجلوكاجون والببتيدات البنكرياسية; له دور في الإشارة إلى الشبع; يحتفظ الكوليسيستوكينين الببتيد الأحماض الأمينية C- 8 (CCK) -8 بالنشاط الكامل |
| الجاسترين الصّغير                      | 2098               | 17                   | غار المعدة والاثنا عشر              | تحفز الجاسترين إفراز حمض المعدة، الببسين، العامل الداخلي، والإفراز; وتحفز نمو الغشاء المخاطي المعوي; زيادة حركية المعدة والأمعاء                                                                                       |
| الجاسترين الكبير                      | 3839               | 34                   | غار المعدة والاثنا عشر              | تحفز الغاسترين إفراز حمض المعدة، الببسين، العامل الداخلي، والإفراز; وتحفز نمو الغشاء المخاطي المعوي; زيادة حركية المعدة والأمعاء                                                                                       |
| عائلة سيكريتن كلوكاجون                |                    |                      |                                     | |
| سيكريتن                               | 3056               | 27                   | الاثنا عشر والصّائم                  | يحفز إفراز البنكرياس من HCO3 والإنزيمات والأنسولين. يقلّل من حركة المعدة والاثني عشر، ويمنع إفراز الجاسترين وإفراز حمض المعدة                                                                                           |
| عديد ببتيد معوي فعّال في الاَوْعية (VIP) | 3326               | 28                   | الأَعْصاب المعويّة                     | يريح العضلات الملساء للأمعاء والأوعية الدموية والجهاز البولي التناسلي، ويزيد من إفراز الماء والكهارل من البنكرياس والأمعاء، ويطلق الهرمونات من البنكرياس والأمعاء ومنطقة ما تحت المِهاد                                 |
| مؤثّر الأنسولين المعتمد على الجلوكوز   | 4976               | 42                   | الاثنا عشر والصّائم                  | يحفز إفراز الأنسولين، يقلل من حركية المعدة والأمعاء، يزيد من إفراز السوائل والكهارل من الأمعاء الدقيقة. |

| هُرمون أو ببتيد                    | مواقع الأنسجة الرّئيسيّة في القناة الهَضْميّة | الإِجراءات الرّئيسيّة المعروفة                                   |
| --------------------------------- | ---------------------------------------- | ------------------------------------------------------------- |
| بومبيزين                          | في جميع أَنحاء القناة الهضميّة والبنكرياس  | يحفّز إطْلاق كوليسيستوكينين (CCK) والجاسترين                    |
| الببتيد المرتبط بجين الكالسيتونين | الأَعصاب المعويّة                          | غير واضح                                                      |
| كروموجرانين أ                     | خلايا الغدد الصمّاء العصبيّة               | بروتين إِفْرازي                                                 |
| إِنْكيفالين                         | المعدة والاثنا عشر                       | أَفعال شبيهة بالأفيون                                          |
| إنتيروغلوكاغون                    | الأَمْعاء الدّقيقة والبنكرياس               | يمنع إفراز الأَنسولين                                          |
| جالانين                           | الأَعْصاب المعويّة                          |                                                               |
| جريلين                            | المعدة                                   | ينشّط الشّهيّة ويزيد إفراغ المعدة                                |
| الببتيد الشّبيه بالجلوكاجون1       | البنكرياس، والدّقاق (اللّفائفي)            | يزيد من إفراز الأنسولين                                       |
| الببتيد الشّبيه بالجلوكاجون2       | الدّقاق، القولون                          | هرمون النّمو النّوعي المَعوي                                     |
| عوامِلْ النُّمُوْ                       | في جميع أَنْحاء القناة الهَضميّة             | تكاثر الخلايا والتّمايز                                        |
| عامل إِطْلاق هرمون النمو            | الأمعاء الدّقيقة                          | غير واضح                                                      |
| لبتين                             | المعدة                                   | السّيطرة على الشّهيّة                                            |
| موتيلين                           | في جميع أَنْحاء القناة الهَضميّة             | يزيد من إفراغ المعدة ويزيد من حركة الأمعاء الدّقيقة            |
| الببتيد العَصَبي Y                  | الأعصاب المعويّة                          | تنظيم جريان الدّم في الأمعاء                                   |
| نيوروتنسين (موَتِّرْ عصَبي)            | اللّفائفي                                 | يؤثّر على حركة الأَمعاء; يزيد من إفراز السائل الصّائمي واللّفائفي |
| عديد ببتيد البنكرياس              | البنكرياس                                | يمنع إفراز البنكرياس والقنوات الصّفراويّة                       |
| ببتيد YY                          | القولون                                  | يمنع تناول الطّعام                                             |
| السّوماتوستاتين                    | المعدة والبنكرياس                        | يمنع إفراز وعمل العديد من الهرمونات                           |
| المادَّة P                          | الأَعْصاب المعويّة                          | غير واضح                                                      |
| الببتيدات ثلاثيَّة الفُصوصْ           | المعدة والأَمعاء                          | حماية وإِصلاح الغشاء المخاطي                                   |

## انظر أَيْضاً
- الهرمونات والغدد الصمّاء
- الجهاز الهَضمي
- ببتيد YY

## روابط خارجية
- Overview of Gastrointestinal Hormones - Colorado State University website